# Nytorpet i Olovslund

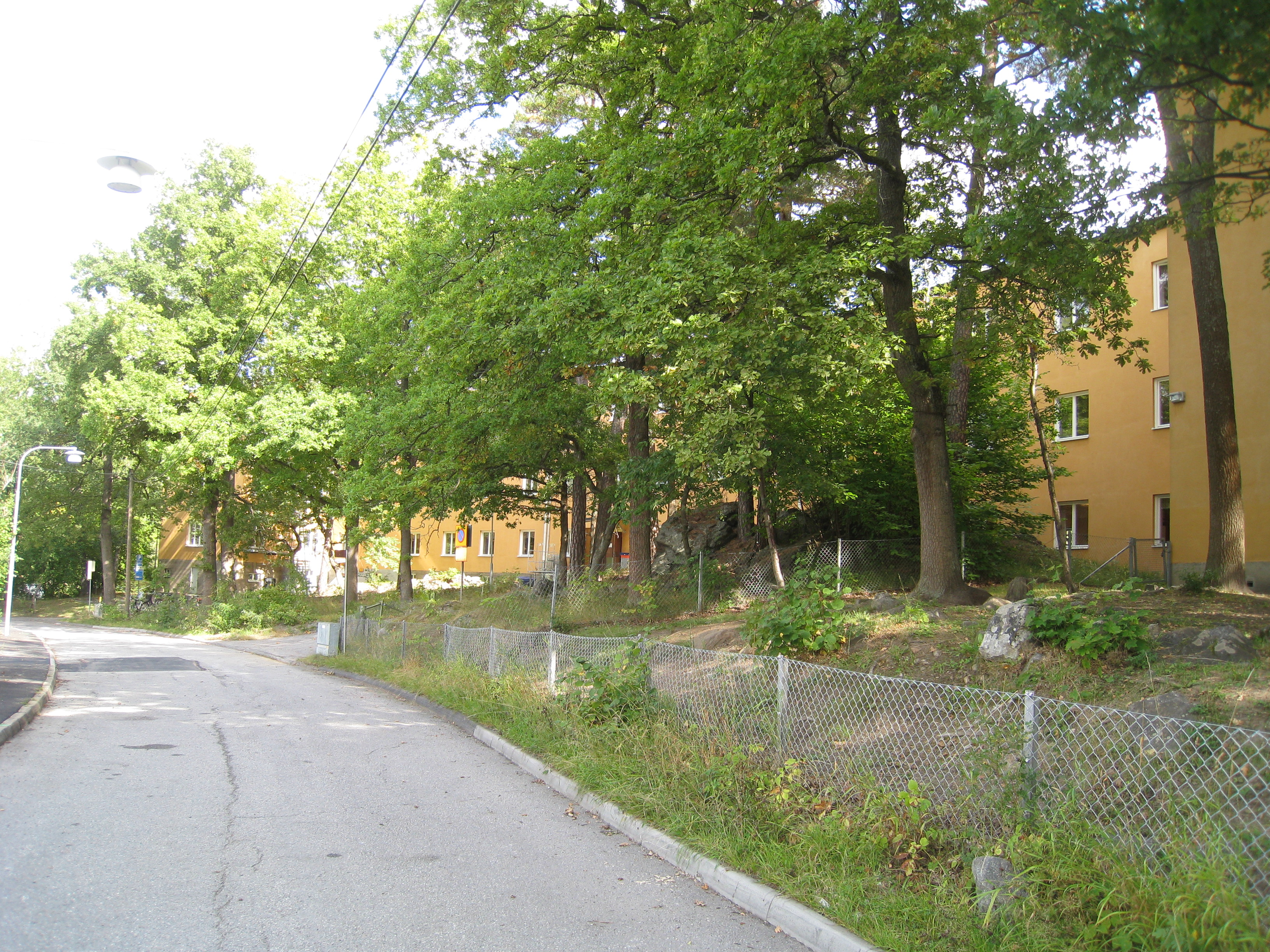
De troliga lämningarna av Katrinelundstorpets grund ligger inom Olovslundsskolans område. Vy från Åkerslundsgatan 3 i Olovslund.

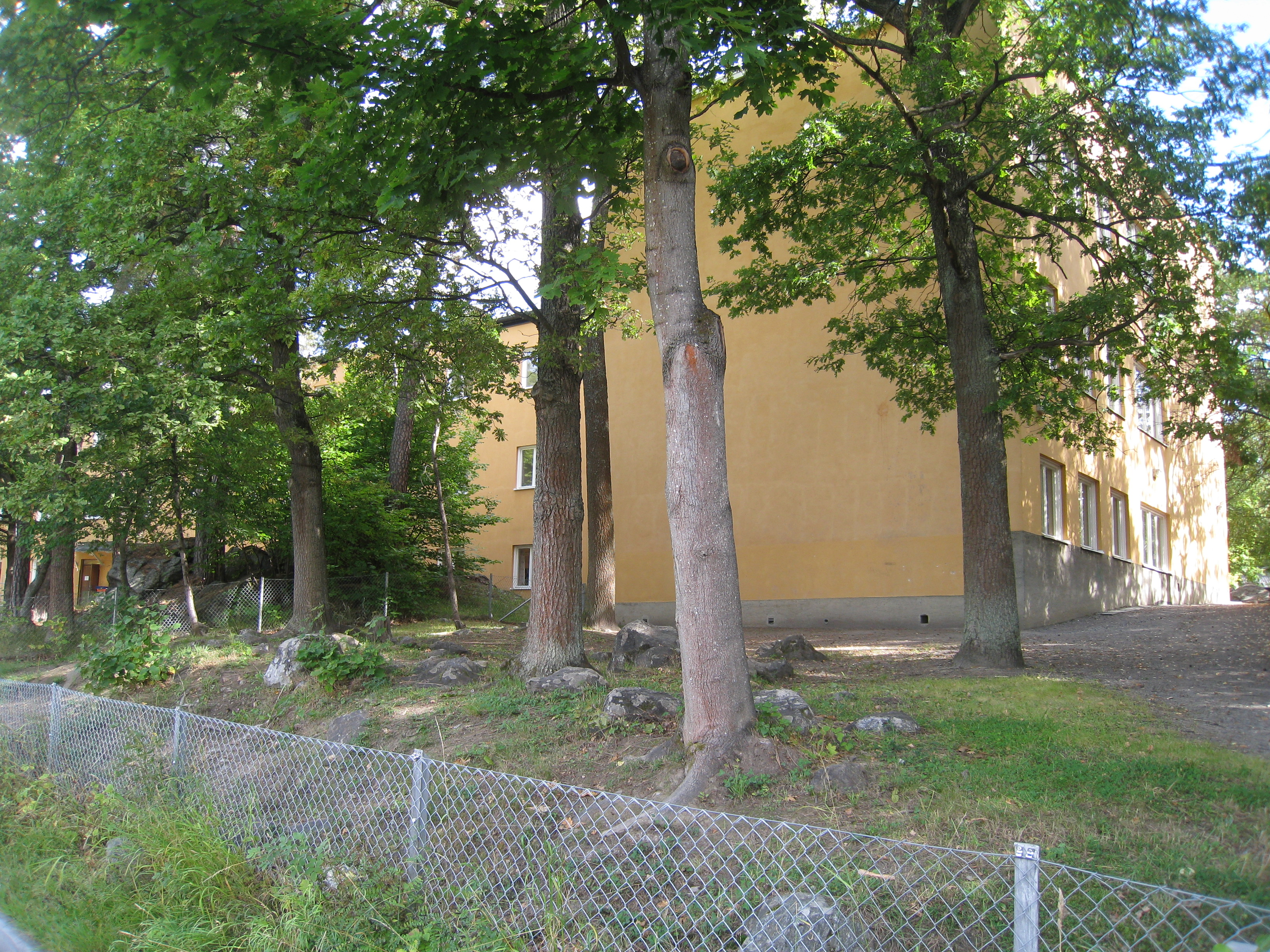
Nytorpet i Olovslund låg ungefär på den plats där nuvarande Olovslundsskolan ligger idag. Enligt Karta 12 i "Torpen i Bromma" ska Nytorpet ha legat något mer västerut, i korsningen Gustav III:s väg och Djupdalsvägen i kvarteret Hörnskåpet.

Nytorpet i Olovslund var ett torp, som låg på nuvarande plats för Olovslundsskolan i stadsdelen Olovslund i Bromma, väster om Stockholm. Det anlades i slutet av 1600-talet. Antagligen låg torpet strax öster om skälet mellan Gustav III:s väg, Djupdalsvägen och Åkeshovsvägen. Torpet har troligen övergivits före 1829.
Vid nuvarande Olovslundsskolan låg tidigare ytterligare ett torp, Katrinelunds torp i Olovslund, som byggdes under senare hälften av 1800-talet och revs omkring 1930. Katrinelundstorpets husgrund skymtar på gräsmattan mellan skolan och Åkerslundsgatan.
Granne med Nytorpet låg Olovslunds torp, som tidigare hette Olovsberg. Det huset ligger vid Olovslundsvägen 19A, något söder om Olovslundsskolan, som ligger i kvarteret Olovsberg. Stugan är markerad på kartor från 1907 och 1917–1920. Den ursprungliga torpstugan byggdes 1896 av Johannes Olsson, och den finns ännu bevarad.
Nytorpet i Olovslund låg ungefär på nuvarande Olovslundsskolans plats. På en karta sammanställd 1947 av arkeologen Hans Hansson med ledning av äldre lantmäterikartor är Nytorpet markerat. Torpet bör ha anlagts på utmarker som tillhörde Åkeshovs slott. Detta skedde sannolikt redan under slutet av 1600-talet, och finns på en karta från 1700, men inte på Carl af Forsells karta från 1829 över Bromma. Troligen har torpet övergivits före 1829, då Forsells karta gavs ut. Enligt Nils Ringstedt, doktor i arkeologi och ansvarig för frågor om fornvård i Bromma hembygdsförening, ska torpet ha legat i kvarteret Hörnskåpet, strax väster om Olovslundsskolan.  
I Bromma fanns också några andra torp med namnet Nytorp. Det ena var Nytorp i Glia, som låg på Glias ägor nordöst om och intill Hammaren i stadsdelen Riksby, och det andra var Nytorp i Södra Ängby, ett torp, som tidigare var kvarnstuga och mjölnarstuga i stadsdelen Södra Ängby.